# Pinscher autrichien
Le Pinscher autrichien, de son nom d'origine Oesterreichisher Kurzhaariger Pinscher, était un chien de ferme modèle très répandu en Autriche dans les alentours du XIXe siècle. C'est un chien de famille parfait, tant qu'il peut dépenser son énergie.

## Origine
Le Pinscher autrichien est originaire d'Autriche et a été un chien indispensable dans les industries fermières autrichiennes. Ils étaient utilisés comme chien de garde et de compagnie, principalement. L'élevage de cette race commença en 1921, et n'a jamais arrêté. La race fut reconnue en octobre 1928 sous le nom de Österreichischer Kurzhaariger Pinscher et en 2000 sous le nom de Pinscher autrichien.

## Caractéristique
Longévité : environ 13 ans
Taille : de 35 à 50 cm (ou de 14 à 20 pouces)
Poids : entre 9 et 15 kg
Est facile d'entretien, est propre et ne coûte pas très cher.

## Apparence
Queue : Fournie ou poil ras
Oreilles : En « V » semi-tombantes ou droites
Yeux : Sombres et un peu en amande.
Poil : court et dur avec un sous-poil
Robe : de couleur jaune, brun-jaune, noir et brun, roux et fauve avec le museau, le front, le poitrail et les pattes blanches.
Tête : à ligne pure, lisse et sans replis.

## Tempérament
Très affectueux, joueur et énergique, il ne supporte pas la présence d'autres animaux et peut avoir tendance à vouloir fuguer si ses besoins ne sont pas respectés. Malgré cela, il nécessite peu d'entretien, est propre, est gentil avec les enfants, peut vivre en appartement et peut rester seul assez longtemps (avec de l'eau et de la nourriture).